# Камерата (Перуђа)
Камерата је насеље у Италији у округу Перуђа, региону Умбрија.
Према процени из 2011. у насељу је живело 208 становника. Насеље се налази на надморској висини од 512 м.